# مسلم السلطان
مسلم أحمد السلطان هو لاعب كرة قدم سعودي يلعب مركز حراسة المرمى يلعب حالياً في نادي النعيرية.

## المسيرة الكروية
بدأ السلطان مسيرته مع نادي الثقبة السعودي في مدينة الخبر. في 14 فبراير 2018، إنتقل إلى نادي العيون، الذي كان ينافس وقتها في الصعود إلى الدرجة الثانية وتحديدًا في دور الـ32. في 17 فبراير، نجح الفريق في هزيمة نادي الزيتون وتقدّم إلى دور ثمن النهائي، حيث فاز عليه 3-1 ذهابًا وتعادلا 1-1 إيابًا. يقام ثمن النهائي بنظام يشبه الدوري، حيث يتواجه كل فريقين من 16 فريق ذهابًا وإيابًا ويتأهل المنتصرون بالإضافة إلى أفضل خاسرين إلى الدرجة الثانية مباشرةً. لكنّ العيون فشل في تحقيق ذلك وأنهى الجولة في المركز الثاني عشر، بعد أن تعادل مع العربي 1-1 وخسر إيابًا بنتيجة 2-1، وبقي في الدرجة الثالثة.
في موسم 2018-19، أقصي نادي العيون من دور الـ 32 بعد أن خسر أمام بيشة ذهابًا 2-0 وإيابًا 1-0.
في 31 أغسطس 2019، إنتقل مسلم السلطان إلى نادي النجوم، الذي يشارك في دوري الدرجة الأولى المسمى بدوري الأمير محمد بن سلمان، وحمل الرقم 1. أنهى النادي موسم 2019-20 في المركز السادس عشر من أصل عشرين فريقًا، وإستطاع البقاء في الدرجة الأولى بفارق نقطتين فقط، حيث حقق 41 نقطة في 38 مباراة لعبها، حقق فيها 10 إنتصارات و11 تعادل بالإضافة إلى 17 خسارة، مسجّلا 44 هدف ومتلقيًا 62.
لعب بعدها في نادي النور ونادي الطرف ونادي النعيرية.